# Escudo de Hermandad de Campoo de Suso
El escudo de Hermandad de Campoo de Suso es uno de los símbolos del municipio español de Hermandad de Campoo de Suso en Cantabria, junto a su bandera. Dicho escudo queda organizado de la manera siguiente: escudo cortado: 1º en campo de gules, un castillo de plata flanqueado por dos coronas marquesales; 2º en campo de oro, cadena de montañas de sinople y sus picos de plata, fileteados de sable, y en punta, ondas de azur y plata; bordura general de oro cargada con la leyenda «FONTES IBERIA» en letras de sable. El escudo se timbra con la corona real española.
La primera partición significa la relevancia del castillo de Argüeso para el Íñigo López de Mendoza y de la Vega, marqués de Santillana y de Argüeso. La segunda partición representa las cadenas montañosas existente en el territorio del término municipal, sierras del Híjar, Peña Labra y del Cordel. La bordura con la leyenda «FONTES IBERIA» hace referencia al nacimiento del río Ebro en Fontibre.
|                      |
| Castillo de Argüeso. |

|                  |
| Sierra de Híjar. |

|                          |
| Nacimiento del río Ebro. |

El escudo fue adoptado por el Ayuntamiento siendo autorizado por el Consejo de Gobierno de Cantabria el día 8 de octubre de 1991, previo informe favorable emitido por la Real Academia de la Historia con fecha 30 de junio de 1989.